# Sogdijan
Sogdijan, bio je Veliki kralj Perzijskog Carstva koji je uzurpacijom došao na prijestolje i vladao svega 6 mjeseci i 15 dana.

## Obitelj
O životu Sogdijana se zna vrlo malo s obzirom na to da su jedini izvori tekstovi povjesničara Ktezija.
Sogdijan je bio sin Velikog kralja Artakserksa I. i konkubine Alogine od Babilona. Imao je dva polubrata; Kserksa II. koji je bio sin kraljice Damaspije, odnosno jedini legitimni prijestolonasljednik, te Darija II., sina konkubine Kosmartidene od Babilona. Zadnji zapisi koji spominju njegova oca Artakserksa I. datiraju iz 424. pr. Kr. pa se ta godina smatra godinom krunidbe Sogdijana i njegova prethodnika Kserksa II. koji je vladao samo 45 dana.

## Smrt
Kaotična politička situacija nakon smrti Artakserksa I. trajala je u razdoblju od 424. do 423. pr. Kr., kada su na perzijskom tronu izmijenila trojica vladara; Kserkso II., Sogdijan i Darije II. Sogdijan je dao ubiti Kserksa II. nakon samo mjesec i pol dana vladavine, dok je Sogdijana dao ubiti njegov polubrat Darije II. koji će vladati Perzijom iduća dva desetljeća.

## Kronologija
- 424. pr. Kr. - na perzijsko prijestolje dolazi Sogdijan koji je zbacio svog prethodnika, polubrata Kserksa II.
- 423. pr. Kr. - smrt Sogdijana, kojeg ubija treći polubrat Darije II.

## Poveznice
- Ahemenidsko Perzijsko Carstvo
- Artakserkso I.
- Kserkso II.
- Darije II.

| Prethodnik:                       | Veliki kralj Perzije (424. - 423. pr. Kr.) ____________________ Faraon Egipta (424. - 423. pr. Kr.) | Nasljednik:                      |
| Kserkso II. (424. - 424. pr. Kr.) | Veliki kralj Perzije (424. - 423. pr. Kr.) ____________________ Faraon Egipta (424. - 423. pr. Kr.) | Darije II. (423. - 404. pr. Kr.) |

## Vanjske poveznice
- Britannica enciklopedija: Sogdijan
- Kserkso II. i Sogdijan, Livius.org  Arhivirana inačica izvorne stranice od 11. prosinca 2006. (Wayback Machine)